# Synchlora avidaria
Synchlora avidaria är en fjärilsart som beskrevs av Richard F. Pearsall 1917. Synchlora avidaria ingår i släktet Synchlora och familjen mätare. Inga underarter finns listade i Catalogue of Life.